# Hayk Milkon
Hayk Milkon (Beiroet, 24 augustus 1993) is een Belgisch voetbalcoach van Armeense afkomst.

## Jeugd
Milkon werd geboren in Beiroet. Zijn ouders groeiden op in Syrië, maar emigreerden op een bepaald moment naar buurland Libanon. Milkon verhuisde op driejarige leeftijd met zijn ouders en oudere zus naar Antwerpen, waarna zijn twee jongere broers geboren werden in Borgerhout.
Milkon sloot zich op jonge leeftijd aan bij Groenenhoek Sport, waar hij vooral als middenvelder speelde. Op zijn zeventiende stopte hij met voetballen.

## Trainerscarrière

### Jeugdtrainer
Milkon stapte als tiener al in het trainersvak. Bij Groenenhoek Sport, de club waar hij destijds als voetballer actief was, coachte hij de U6. In het seizoen 2011/12 coachte hij de U7 van Oud-Heverlee Leuven en vanaf januari 2012 ook de beloften van VK Linden. In het seizoen 2012/13 was hij jeugdtrainer bij Beerschot AC, dat in mei 2013 failliet werd verklaard. Milkon ging daarop aan de slag bij rivaal Antwerp FC, waar hij verschillende jeugdcategorieën coachte en ook assistent was van beloftentrainer Steven Van Giel. In 2015 stapte hij over naar KV Mechelen.

### KV Woluwe-Zaventem
In november 2016 ging Milkon, op dat moment nog steeds actief als jeugdtrainer bij KV Mechelen, aan de slag bij KV Woluwe-Zaventem: hij werd er de assistent van Massimiliano Manconi, die kort daarvoor zelf nog T2 was bij Woluwe-Zaventem maar in oktober het roer overnam van de ontslagen Philip Droeven. Onder leiding van Manconi degradeerde Woluwe-Zaventem in april 2017 naar Derde klasse amateurs, waarop de club in het tussenseizoen de amper 23-jarige Milkon aanstelde als hoofdtrainer.

### KFC Turnhout
In december 2017 werd Milkon door KFC Turnhout, een club uit Tweede klasse amateurs, weggeplukt bij KV Woluwe-Zaventem. Milkon parkeerde Turnhout in het seizoen 2017/18 op een elfde plek in het klassement. De club behaalde uiteindelijk zeven punten meer dan KFC Zwarte Leeuw, dat veroordeeld was tot de eindronde voor degradatie. In zijn eerste volledige seizoen als hoofdtrainer van Turnhout eindigde hij voorlaatste, waardoor de club naar Derde klasse amateurs degradeerde.
In november 2019 maakte KFC Turnhout een einde aan de samenwerking met Milkon.  De steun in de spelersgroep was afgebrokkeld, mede doordat de 37-jarige aanvoerder en doelman Wim Horsten tegen KVK Beringen uit de selectie had gelaten. Milkons laatste wedstrijd als trainer van Turnhout, een 1-1-gelijkspel tegen Beringen, was het achtste gelijkspel op rij van Turnhout. Turnhout was na tien speeldagen dus nog ongeslagen, want na het gelijkspel tegen SC City Pirates Antwerpen op de openingsspeeldag had Turnhout op de tweede speeldag gewonnen tegen Bilzerse Waltwilder VV.

### KV Woluwe-Zaventem (II)
In januari 2020 ging hij opnieuw aan de slag als trainer van KV Woluwe-Zaventem, dat inmiddels was gedegradeerd naar Eerste provinciale. Midden maart werd de competitie stopgezet vanwege de coronapandemie en degradeerde Woluwe-Zaventem naar Tweede provinciale. Medio 2020 ging Milkon aan de slag bij KAA Gent, waar hij trainer werd van de U15 en sportief coördinator bij de U8-U12.

### Club Brugge
Een jaar later stapte hij over naar Club Brugge, waar hij de opvolger werd van Maarten Martens als hoofdcoach u18 en assisteerde hij Club NXT in de UEFA Youth League. Op 15 maart 2023 schoof hij door naar Club NXT, waar hij de vervanger werd van Nicky Hayen, die assistent-trainer werd van Rik De Mil bij het eerste elftal van de club. Op 19 maart 2023 behaalde hij in zijn debuutwedstrijd met Club NXT meteen een zege: tegen Beerschot VA werd het 2-1. Club NXT sprong door deze zege over Beerschot naar de derde plaats in het klassement. Op 14 januari 2024 vervolledigde hij de staff van de A-kern van Club Brugge als assistent met de specifieke rol van Talent Coach. Deze rol nam hij over van Kristof Aelbrecht die op zijn beurt de inmiddels naar KVC Westerlo vertrokken Rik De Mil verving.
Op 18 maart 2024 werden Ronny Deila en assistenten Efrain Juarez en Kristof Aelbrecht ontslagen, daags na de nederlaag op STVVondanks de plaatsing voor de 1/4 finale van de Conference League. De club stelde vervolgens Club NXT-coach Nicky Hayen aan als T1 ad interim, ondersteund door Hayk Milkon en Michiel Jonckheere (u18 coach) als assistenten. Zij werden landskampioen en bereikten de halve finale in de Conference League, waar ze werden uitgeschakeld door Fiorentina. 
Op 3 juni 2024 werd officieel bekendgemaakt dat Milkon aanblijft als assistent-trainer, met Nicky Hayen als hoofdtrainer. 

## Trivia
- Van 2017 tot 2020 was Milkon actief als talentscout voor de KBVB.
- Milkon spreekt negen talen. Als Armeense Antwerpenaar spreekt hij Armeens en Nederlands, via zijn ouders leerde hij ook een aardig mondje Arabisch. Als kind leerde hij via de televisie Duits en via Antwerpse vrienden uit Tsjetsjenië en Georgië Russisch, waarna hij op school ook Engels, Frans en Spaans leerde. Ten slotte leerde hij tijdens de coronapandemie via enkele taalapplicaties ook autodidactisch Italiaans.[1]

2 Romero ·
4 Ordóñez ·
8 Tzolis ·
9 Jutglà ·
10 Vetlesen ·
14 Meijer ·
15 Onyedika ·
16 Van den Heuvel ·
17 Vermant ·
19 Nilsson ·
20 Vanaken  · 
21 Skóraś ·
22 Mignolet ·
24 Osuji ·
27 Nielsen ·
29 Jackers ·
30 Jashari ·
41 Siquet ·
44 Mechele ·
55 De Cuyper ·
58 Spileers ·
64 Sabbe ·
65 Seys ·
66 Yameogo ·
67 Et Taïbi ·
68 Talbi ·
71 De Corte ·
84 Campbell ·
87 Furo ·
Coach: Hayen
Assistent-coach: Jonckheere